# Скала Сотирос
Скала Сотирос (грч. Σκάλα Σωτήρος) је приморско насељено место на острву  Тасос у периферији Источна Македонија и Тракија, Грчка. Према попису из 2021. године било је 360 становника.
После Другог светског рата на месту пристаништа села Сотирас подигнуто је насеље Скала Сотирос. Први пут се помиње на попису из 1961. године  са 142 становника, који су углавном пореклом из Сотираса.